# Louis Juchault de Lamoricière
Louis Juchault de Lamoricière, celým jménem Christophe-Léon-Louis Juchault de Lamoricière (5. února 1806 St. Philbert de Grand-Lieu u Nantes – 11. září 1865 Prouzel) byl francouzský generál a politik.

## Život a kariéra

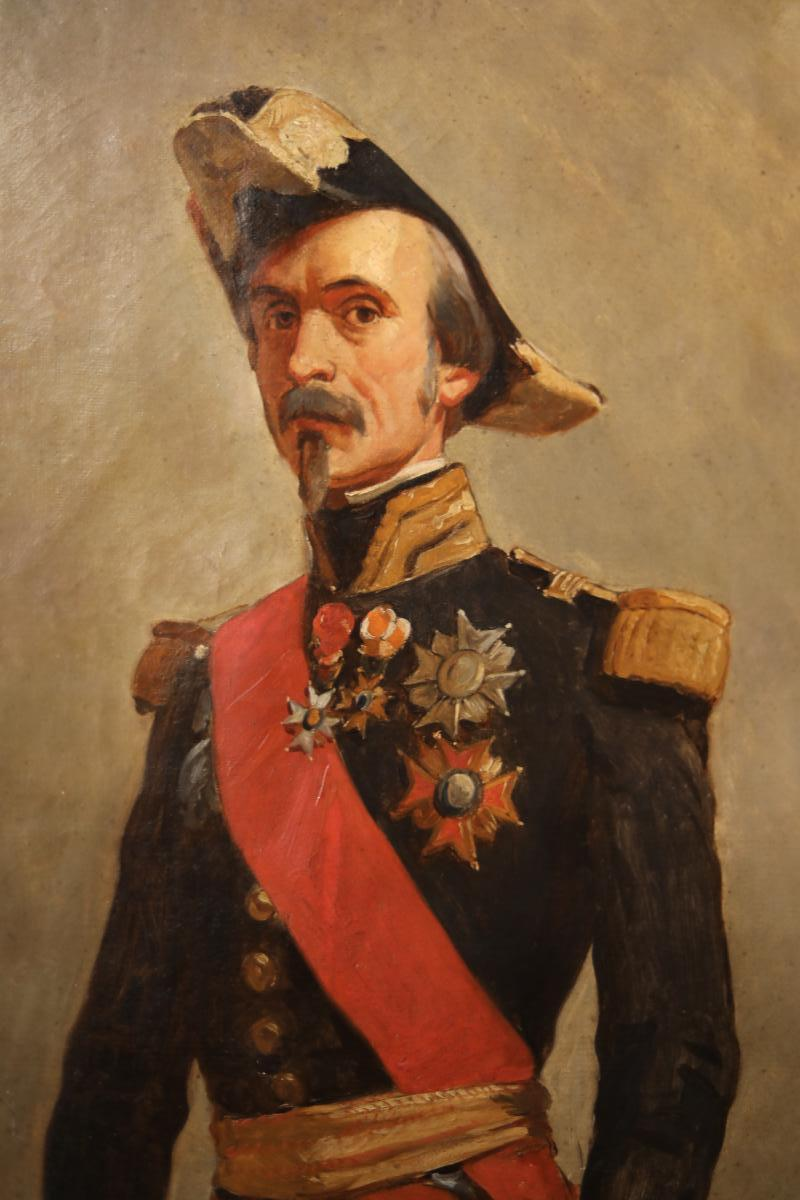
Portrét od Horace Verneta

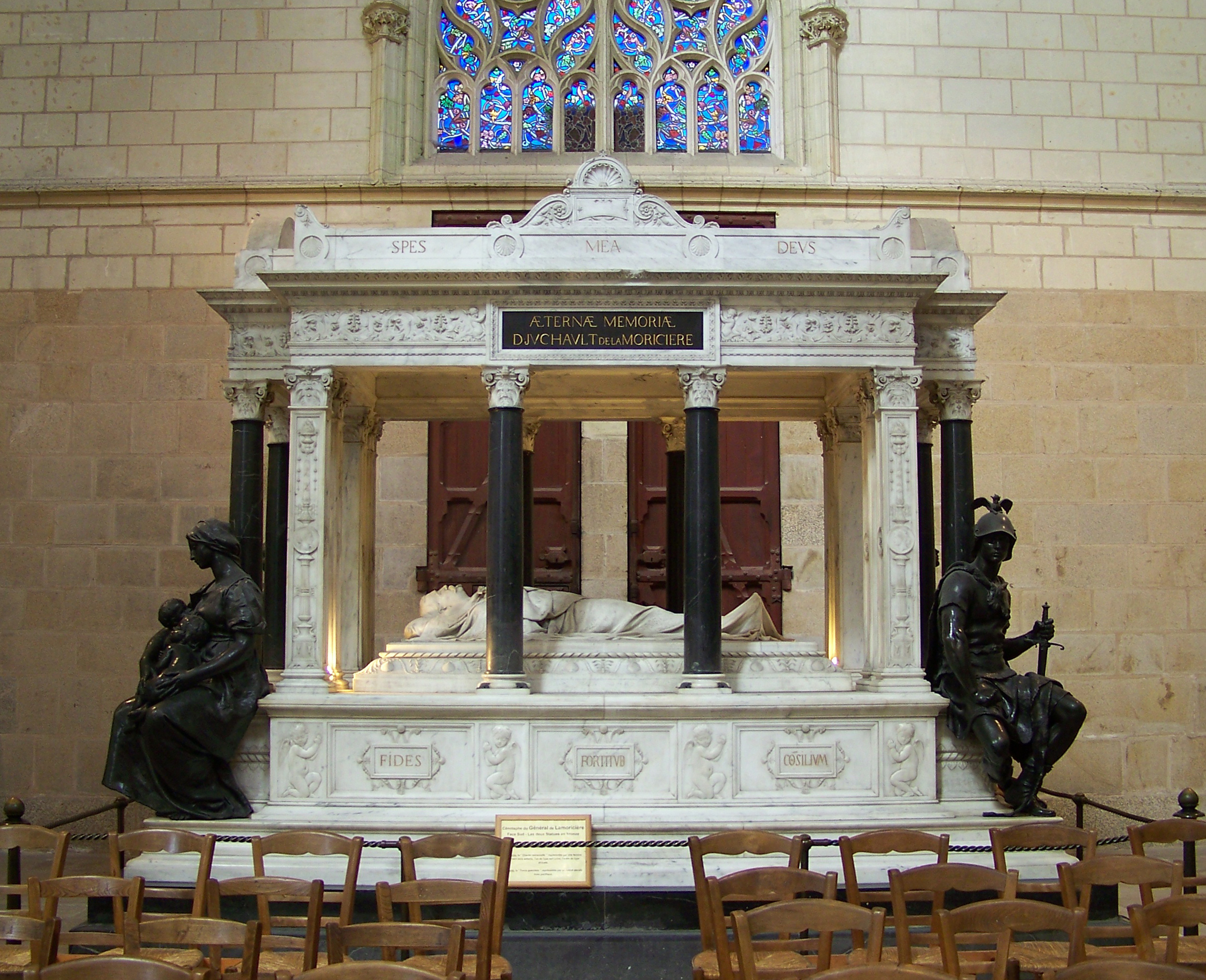
Kenotaf v Katedrále v Nantes

Pocházel ze starobylého šlechtického rodu Juchaultů se sídly na panství v Nantes. V roce 1826 absolvoval Polytechnickou školu a roku 1828 vstoupil do vojenské školy pro dělostřelce v Metz. V roce 1830 byl jmenován hejtmanem jednotky zuávů a byli vysláni do Alžírska. Tam se Lamoricière zasloužil o dobytí a francouzskou kolonizaci země. Roku 1837 byl povýšen na plukovníka, roku 1840 byl jmenován generálem a guvernérem Oranu. Roku 1843 byl povýšen do hodnosti generálporučíka a dále maršála. Patřil k nejlepším velitelům francouzské armády Thomase Roberta Bugeauda.
Za druhé Francouzské republiky, od 28. června do 20. prosince 1848, byl ministrem války. Jako francouzský diplomat roku 1848 vyjednával s Ruskem. V letech 1846-1851 zastával post poslance francouzského Národního shromáždění a vystupoval jako velký odpůrce politiky Napoleona III. Po převratu 2. prosince 1851 byl nucen odejít do exilu. Směl se vrátit roku 1857. V roce 1860 se stal velitelem pluků papežského vojska. V Itálii jim velel při tažení na obranu papežského státu Pia IX. proti armádě Viktora Emanuela Sardinského. V bitvě u Castelfidarda byl čtyřnásobným počtem vojáků Piemontského království poražen.
Poslední léta života strávil osaměle ve Francii. Zemřel v Prouzel v roce 1865. Byl pohřben v katedrále v Nantes.

## Louis de Lamoricière v umění
- desítky portrétů, grafických i obrazů
- monumentální mramorový kenotaf se třemi sochami podle návrhu Paula Duboise
- Český sochař Josef Kamil Alois Böhm vytvořil mramorovou generálovu bustu v Římě roku 1861. Byla vystavena na Světové výstavě v Londýně roku 1862[3], nyní je nezvěstná.